# Твин Пикс: Сквозь огонь
«Твин Пикс: Огонь, иди со мной» (англ. Twin Peaks: Fire Walk With Me), также в российском варианте под названиями «Твин Пикс: Сквозь огонь иди со мной» и «Твин Пикс: Сквозь огонь» — американский психологический фильм ужасов 1992 года, снятый Дэвидом Линчем и написанный Линчем и Робертом Энгельсом, приквел сериала «Твин Пикс (1990—1991)». Сюжет вращается вокруг последней недели жизни Лоры Палмер (Шерил Ли), популярной ученицы старшей школы в вымышленном городе Твин Пикс, и расследования убийства Терезы Бэнкс (Памела Джидли); эти два связанных между собой убийства были центральными тайнами телесериала.

## Сюжет

### Расследование убийства Терезы Бэнкс
Шеф регионального отделения ФБР Гордон Коул (Дэвид Линч) сообщает агенту Честеру Дезмонду (Крис Айзек) о загадочном убийстве девушки по имени Тереза Бэнкс (Памела Гидли) в городке Такома в окрестностях Твин Пикса. Он даёт Честеру в напарники Сэма Стэнли (Кифер Сазерленд), после чего они обмениваются информацией о деле с Лил (Кимберли Энн Коул), странной танцующей девушкой в красном платье с голубой розой на груди. Тем не менее каждая деталь в её образе и танце имеет определённый смысл для расследования. Дезмонд и Стэнли отправляются на место, где жила Тереза, однако местный шериф не очень идёт на контакт. Агентам удаётся взять дело в свои руки, и во время осмотра тела убитой они обнаруживают клочок бумаги с буквой «T» под её ногтем, а также след от кольца на пальце. Дезмонд и Стэнли пытаются выяснить больше о прошлом Терезы: они обнаруживают, что она употребляла наркотики и жила в трейлере. Дезмонд отправляет Стэнли обратно с документами, а сам направляется к трейлеру Терезы. После некоторых поисков он находит под трейлером кольцо с зелёным камнем. Агент поднимает его и исчезает вместе с трейлером.
Тем временем в офисе ФБР в Филадельфии агент Дейл Купер (Кайл Маклахлен) рассказывает о своём странном сне и просит направить его на расследование. В это время в офисе появляется долгое время отсутствовавший агент Филлип Джеффрис (Дэвид Боуи) и говорит, что он побывал на одной из так называемых «встреч». Из его воспоминаний показана комната, где находились карлик — Человек из другого места (Майкл Дж. Андерсон), БОБ (Фрэнк Силва), мисс Чалфонтс (Френсис Бэй) и её внук (Джонатан Дж. Леппелл). Затем Джеффрис таинственно исчезает, а агента Купера направляют расследовать исчезновение агента Дезмонда. Купер сообщает своему коллеге Альберту Розенфельду (Мигель Феррер), что убийца Терезы появится снова и убьёт ещё одну девушку, тогда ещё просто «новую жертву, чей портрет подпадает под половину школьниц Америки». Из своего сна он описывает её как старшеклассницу-блондинку, живущую половой жизнью. В трейлерном городке, где жила Тереза, Дейл Купер обнаруживает машину Дезмонда с надписью «Let’s Rock» (рус. Дадим жару) на лобовом стекле.

### Последние дни Лоры Палмер
Год спустя в Твин Пиксе, штат Вашингтон, показана размеренная жизнь Лоры Палмер (Шерил Ли). Она королева красоты местной школы и дружит с Донной Хейворд (Мойра Келли). Однако не всё так идеально: Лора встречается сразу с двумя парнями — Джеймсом Хёрли (Джеймс Маршалл) и Бобби Бриггзом (Дэна Эшбрук), нюхает кокаин прямо перед уроками.
Вернувшись домой после школы, Лора обнаруживает, что кто-то вырвал страницы из её секретного дневника, и сообщает об этом своему другу Гарольду Смиту (Ленни Фон Долен). Она в панике и говорит, что это мог сделать только БОБ. Лора просит Гарольда сохранить дневник и убегает.
Лора подрабатывает курьером по домашним обедам из кафе «Обеды на колёсах», ей в помощь направлена Шелли Джонсон (Мэдхен Амик). У закусочной Лора встречает миссис Чалфонт с внуком, которые дают ей картину и говорят, что «человек за маской сейчас в её комнате». Лора бросается домой и обнаруживает в своей комнате БОБА, ищущего дневник. Она в ужасе выбегает на улицу и укрывается в кустах; наблюдая за входной дверью, она видит своего отца Лиланда Палмера (Рэй Уайз), выходящего из дома. Лора понимает, что БОБ мог вселиться в её отца.
За обедом Лиланд ругает Лору за грязные руки и расспрашивает о её предполагаемом любовнике. Вечером Лиланд приходит в себя, идёт к Лоре и говорит, что любит её. Перед сном Лора вешает картину миссис Чалфонт на стену. Затем ей снится агент Купер и карлик — Человек из другого места в Чёрном вигваме. Человек из другого места говорит, что он — «рука», и издаёт звук, похожий на улюлюканье индейцев. Карлик показывает Куперу кольцо с зелёным камнем, и Купер предупреждает Лору ни в коем случае не брать это кольцо. Далее Лора обнаруживает у себя в кровати окровавленную Энни Блэкбёрн (Хизер Грэм), возлюбленную агента Купера. Энни говорит Лоре, что «хороший Дэйл» сейчас в Вигваме и не может оттуда выбраться, и что ей следует записать это в свой дневник. Лора обнаруживает кольцо у себя в руке. Утром, окончательно проснувшись, Лора видит, что кольца в её руке нет.
Лора собирается пойти в бар-притон «Bang Bang», Донна заявляет, что хочет пойти с ней, Лора отказывается её брать. В баре Лора плачет, слушая песню, после чего её сводник Жак Рено (Уолтер Олкевич) знакомит её с двумя мужчинами. Все трое готовятся отправиться в Розовую комнату, чтобы заняться сексом, когда появляется Донна. Лора соглашается взять её с собой, мужчины подсыпают в пиво Донны наркотик. В Розовой комнате Лора встречает Ронетт Пуласки (Фиби Августин), они говорят о Терезе Бэнкс с Жаком Рено. Пьяная Донна поднимает брошенный жакет Лоры, надевает на себя и танцует с одним из парней. Ронетт говорит Лоре, что всё происходит так же, как в борделе «Одноглазый Джек», а затем указывает на полураздетую Донну. Лора, придя в ужас, просит Жака помочь увести Донну, требуя от подруги никогда не трогать её вещей.
На следующее утро в доме Донны Лора говорит ей, что не хочет, чтобы Донна стала такой же, как она. За Лорой приезжает отец. По дороге домой их догоняет однорукий Майкл Жерар (Аль Штробель) и яростно кричит Лиланду что-то о Терезе и о том, что «нить скоро оборвётся»; Лиланд в ужасе. На руке Майкла Лора видит такое же кольцо, как у Терезы Бэнкс. Лиланд вынужденно останавливается возле автомастерской, чтобы собраться с мыслями. Он вспоминает свои отношения с Терезой Бэнкс: они были любовниками, и однажды он попросил привести двух молодых девушек. Тереза привела Ронетт и Лору. Увидев из-за дверей Лору в нижнем белье, Лиланд в панике уходит, говоря Терезе, что передумал. Позже он снова приходит к Терезе Бэнкс и убивает её.
Следующим вечером Лора и Бобби идут в лес на встречу с посыльным Жака Рено за кокаином. Посыльным оказывается помощник шерифа города Такомы (Рик Айелло), он пытается достать пистолет, но Бобби первым выстреливает в него. Бобби тщетно пытается закопать тело, в то время как Лора смеётся в пьяной истерике.
В школе Джеймс высказывает Лоре своё беспокойство за неё. После ужина Лиланд даёт жене Саре молока со снотворным. Саре снится белая лошадь, стоящая в комнате. Ночью БОБ проникает через окно к Лоре и начинает насиловать её. Лора просит его сказать, кто он, на что БОБ появляется в образе её отца. Утром Лора говорит Лиланду, чтобы тот не смел к ней приближаться. После случившегося Лора подавлена, она налегает на кокаин, в школе отстранена от реального мира и друзей. Вечером она отказывает Бобби в близости, и тот понимает, что был нужен ей только ради наркотиков. Лора плачет и говорит, что ей это очень нужно, на что Бобби даёт ей дозу.
Лора у себя дома собирается гулять, приняв наркотики и виски. Ей звонит Джеймс и просит о встрече. Она нехотя соглашается. Лора замечает, что Ангел на её картине исчезает. Лора и Джеймс едут в лес. Он пытается выяснить, что не так с Лорой, на что она говорит, что «его Лоры больше нет», и просит отвезти её домой. По дороге она спрыгивает с мотоцикла и убегает в лес, крикнув Джеймсу, что любит его. Джеймс уезжает.
В лесу Лора встречает Ронетт, Жака и Лео (Эрик ДаРе); они вместе развлекаются в домике Жака, в то время как БОБ в теле Лиланда наблюдает снаружи. Жак связывает Лору для жёсткого секса, на что она кричит: «Нет! Не связывай меня сегодня!», Позже Жак выходит наружу, где его оглушает БОБ. Лео выбегает посмотреть, что случилось, и, обнаружив Жака лежащим без сознания, сбегает на своей машине. БОБ забирает девушек и ведёт их через лес в заброшенный вагон.
За БОБОМ следит однорукий Майкл, он бежит к вагону, где БОБ связывает Лору. Лора спрашивает, что ему нужно, на что БОБ берёт зеркало и подносит его к Лоре: в нём вместо себя она видит БОБА. Ронетт и Лора видят ангела, после чего верёвка Ронетт ослабевает, и она открывает дверь. БОБ замечает это, бьёт её до потери сознания, и вышвыривает её наружу. Однако Майкл успевает бросить внутрь кольцо и уходит. Лора надевает кольцо, БОБ кричит в ярости: «Нет! Не заставляй меня это делать!» (кольцо не даёт БОБУ вселиться в его обладателя), после чего жестоко убивает Лору. Затем он заворачивает её тело в полиэтилен и спускает в реку.
БОБ в теле Лиланда входит в Красную Комнату, где его ждут Майкл и Человек из другого места. Лиланд сначала ложится на пол, а затем зависает в воздухе; БОБ стоит рядом. Сидящие говорят, что хотят назад свою «боль и печаль», БОБ соглашается и вытягивает кровь с одежды Лиланда, бросая её на пол.
В финальной сцене Лора встречает в Красной Комнате агента Купера и Ангела. Она смеётся и плачет одновременно.

## Актёры и персонажи

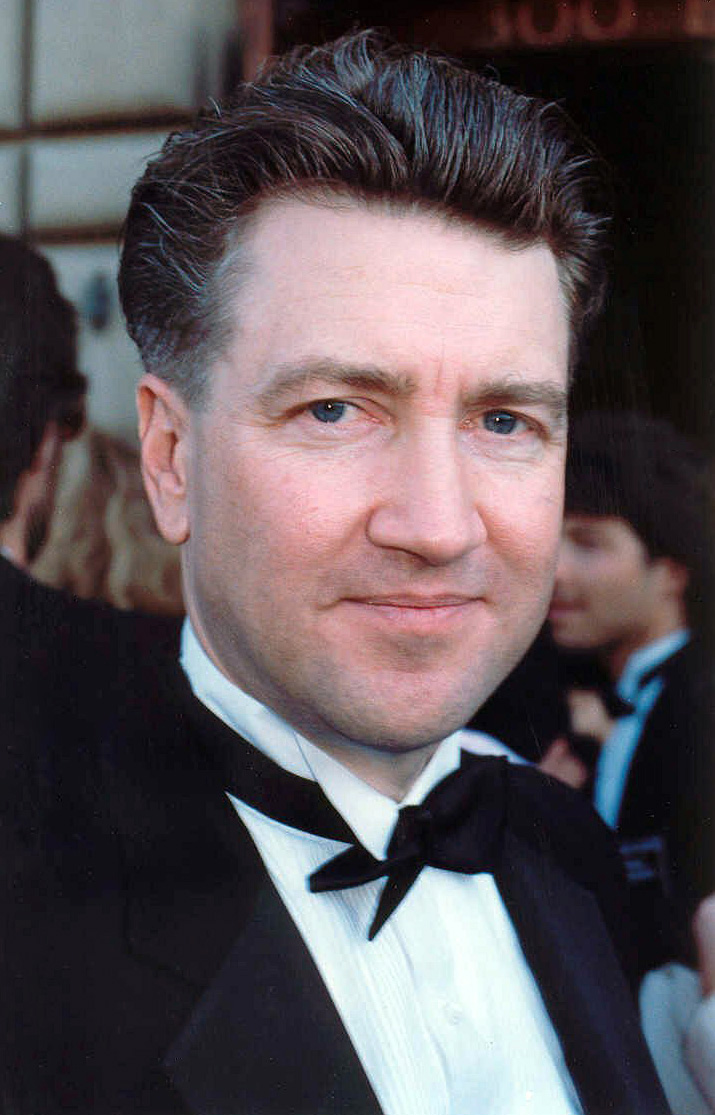
Режиссёр фильма Дэвид Линч, также сыгравший роль Гордона Коула, назвал своего героя в честь одного из второстепенных персонажей драмы «Бульвар Сансет» (Sunset Blvd., 1950)

### Агенты ФБР
- Кайл Маклахлен — специальный агент Дейл Купер (англ. Dale Cooper) — специальный агент ФБР. Талантливый, обладающий развитой интуицией молодой агент. Глубоко предан своему делу. Купер — главный персонаж сериала, но в фильме он исполняет второстепенную роль. Он отправляется в Оленью долину (окрестности Твин Пикс) расследовать исчезновение агента Дезмонда.
- Крис Айзек — агент Честер Дезмонд (англ. Chester Desmond) — агент ФБР, направленный на расследование смерти Терезы Бэнкс и загадочно исчезнувший после. Персонаж также упоминается в сериале «Твин Пикс». Имя «Честер Дезмонд» использовано в честь персонажа одного из любимых фильмов Линча — «Бульвар Сансет» (англ. Sunset Blvd.)
- Кифер Сазерленд — агент Сэм Стэнли (англ. Sam Stanley) — специалист по судебно-медицинской экспертизе, помогающий агенту Дезмонду в раскрытии убийства Терезы Бэнкс. Персонаж Сэм Стэнли упоминается в пилотной серии оригинального сериала: Купер делает запись на диктофон в морге: «…Диана, передай улики Альберту и его команде, но не обращайся к Сэму. Альберт лучше соображает».
- Дэвид Линч — Гордон Коул (англ. Gordon Cole) — шеф регионального отделения ФБР. Имеет проблемы со слухом, поэтому постоянно громко разговаривает. Начальник агента Купера. Персонаж Линча, как и персонаж Криса Айзека (агент Честер Дезмонд), назван в честь одного из героев фильма «Бульвар Сансет».
- Дэвид Боуи — агент Филлип Джеффрис (англ. Phillip Jeffries) — исчезнувший специальный агент ФБР, который знал о существовании Чёрного вигвама и его обитателях. Филлип неожиданно появляется в офисе ФБР в Филадельфии после долгого отсутствия — 2,5 года — и так же неожиданно исчезает.
- Мигель Феррер — Альберт Розенфилд (англ. Albert Rosenfield) — специалист судебно-медицинской экспертизы. Его заносчивость и скверный характер являются главной причиной множества ссор с окружающими. Появляется в фильме лишь в эпизоде допроса Джеффриса, а также разговаривает с Купером по поводу его видений о Лоре Палмер.

### Семья Палмеров
- Шерил Ли — Лора Палмер (англ. Laura Palmer) — всеобщая любимица Твин Пикса: она добровольно участвовала в программе «Обеды на колесах», была королевой красоты в своей школе и любимой единственной дочерью своих родителей, Сары и Лиланда. Однако, Лора вела двойную жизнь — она употребляла кокаин, была жертвой жестокого обращения, работала проституткой сначала в борделе «Одноглазый Джек» (была выгнана из-за наркотиков), а затем у Жака Рено.
- Рэй Уайз — Лиланд Палмер (англ. Leland Palmer) — отец Лоры Палмер, а также «сосуд» злого духа по имени БОБ. Именно он совершил убийства Терезы Бэнкс, Лоры Палмер и многих других людей, чтобы поселить в людях достаточно страха для открытия входа в Чёрный Вигвам.
- Грейс Забриски — Сара Палмер (Джонсон) (англ. Sarah Palmer) — мать Лоры Палмер. Психически неуравновешенная женщина, страдающая умственным расстройством.

### Обитатели Чёрного Вигвама
- Фрэнк Силва — БОБ (англ. BOB) — автономная хаотическая сила, не имеющая собственного материального тела в нашем мире. Компенсирует этот недостаток тем, что может вселяться в тела людей, животных, в частности сов. Именно этим объясняется одна из сквозных фраз фильма: «Совы — не то, чем они кажутся». В сериале БОБ вселялся в Лиланда Палмера, Джози Паккард, двойника Дейла Купера. Также пытался завладеть душой Лоры Палмер, но неудачно.
- Майкл Джей Андерсон — Карлик (Человек из другого места) (англ. Man from Another Place) — загадочный карлик. Сущность, похожая на БОБА. Он жил в Филлипе, а точнее в его руке, но стал самостоятельным обитателем Чёрного Вигвама, после того как Филлип отрезал себе руку.
- Фрэнсис Бэй — миссис Тремонд (англ. Mrs. Tremond) — старуха, связанная с Чёрным Вигвамом.
- Джонатан Леппелл — Питер Тремонд (англ.  Peter Tremond) — мальчик, внук миссис Тремонд. Маг, обладающий способностями предвидения и ясновидения.

### Остальные персонажи
- Дэна Эшбрук — Бобби Бриггс (англ. Bobby Briggs) — бунтующий молодой человек, капитан футбольной команды, парень Лоры Палмер, тайный любовник Шелли Джонсон. В школе занимался торговлей наркотиками.
- Мойра Келли — Донна Хейворд (англ. Donna Hayward) — лучшая подруга Лоры Палмер, влюблённая в Джеймса Хёрли.

## Работа над фильмом
Спустя месяц после отмены сериала «Твин Пикс» было объявлено, что Линч будет снимать фильм на французскую компанию CIBY-2000, за которым последует ещё два фильма Линча, финансируемых этой компанией. Несмотря на это, 11 июля 1991 года Кен Шерер, президент «Lynch/Frost Productions», заявил, что съёмкам фильма не суждено состояться, поскольку звезда сериала Кайл Маклахлен отказался от съёмок из-за нежелания вновь повторяться в роли Дейла Купера. Через месяц Маклахлен передумал, и работа над фильмом была возобновлена.
Фильм был снят без участия трёх основных актёров сериала: Лары Флинн Бойл (Донна Хейворд), Ричарда Беймера (Бенджамин Хорн) и Шерилин Фенн (Одри Хорн). В интервью 1995 года Фенн заявила, что она «была чрезвычайно разочарована во втором сезоне», из чего следует, что она, вероятно, заранее оповестила Линча, что не будет сниматься в фильме, потому что во всех вариантах сценария Одри не присутствует. Лара Флинн Бойл вынуждена была отказаться из-за очень загруженного рабочего графика, но поскольку Донна была близкой подругой Лоры, то от этого персонажа нельзя было отказаться и актрису заменили на Мойру Келли. Ричард Беймер отказался возвращаться, когда ознакомился со сценарием и ему крайне не понравилось поведение Бенджамина — в одной из сцен тот предлагал Лоре пакетик кокаина, если она его поцелует.
Нежелание сниматься самого Кайла Маклахлена, также как и у Шерилин Фенн, было вызвано снижением качества серий второго сезона сериала; он сказал, что «Дэвид и Марк Фрост занимались сериалом только в течение первого сезона… Я думаю, что мы все чувствовали себя немного оставленными». Линч всё-таки смог уговорить Маклахлена, сократив его роль, а чтобы компенсировать пробелы, ввёл в фильм персонаж агента Честера Дезмонда. Сам Маклахлан потратил на съёмки только пять дней.
Также из проекта «Твин Пикс» ушёл один из создателей оригинального сериала Марк Фрост. Он хотел снять свой собственный фильм «Сторивилль» (1992) и не мог сотрудничать с Линчем в работе над приквелом.
Съёмки фильма начались 5 сентября 1991 года в Снокуалми, штат Вашингтон, и продолжались там до октября того же года: четыре недели были посвящены съёмкам в Вашингтоне, и ещё четыре недели снимались интерьеры и дополнительные местоположения в Лос-Анджелесе, Калифорния. А съёмки сиквельной части проводились в Сиэтле, штат Вашингтон. Сцену убийства Лоры в поезде должны были снять в Лос-Анджелесе в течение 31 октября.
Изначально смонтированная Линчем версия фильма была продолжительностью в 5 часов. Урезая её Линч в итоге создал вырезанного материала общей продолжительностью на целых 90 минут. Весь вырезанный материал (но в отдельном виде) был впервые представлен только в Blu-ray-издании 2014 года.

## Саундтрек

### Список композиций
1. «Theme from Twin Peaks-Fire Walk with Me» 6:40
2. «The Pine Float» 3:58
3. Jimmy Scott — «Sycamore Trees» 3:52
4. «Don’t Do Anything (I Wouldn’t Do)» 7:17
5. Thought Gang — «A Real Indication» 5:31
6. Julee Cruise — «Questions in a World of Blue» 4:50
7. «The Pink Room» 4:02
8. Thought Gang — «The Black Dog Runs at Night» 1:45
9. «Best Friends» 2:12
10. «Moving Through Time» 6:41
11. «Montage from Twin Peaks: Girl Talk/Birds in Hell/Laura Palmer’s Theme» 5:27
12. «The Voice of Love» 3:55